# گوردان گیرچک
گوردان گیرچک (انگلیسی: Gordan Giriček؛ زادهٔ ۲۰ ژوئن ۱۹۷۷) بازیکن بسکتبال اهل کرواسی است.

## حرفه
از باشگاه‌هایی که در آن بازی کرده‌است می‌توان به فینیکس سانز، ممفیس گریزلیز، اورلندو مجیک، و فیلادلفیا سونتی‌سیکسرز اشاره کرد.
وی در مسابقات کشوری و بین‌المللی در مجموع برندهٔ ۱ مدال نقره شده‌است.